# Alternativa fakta

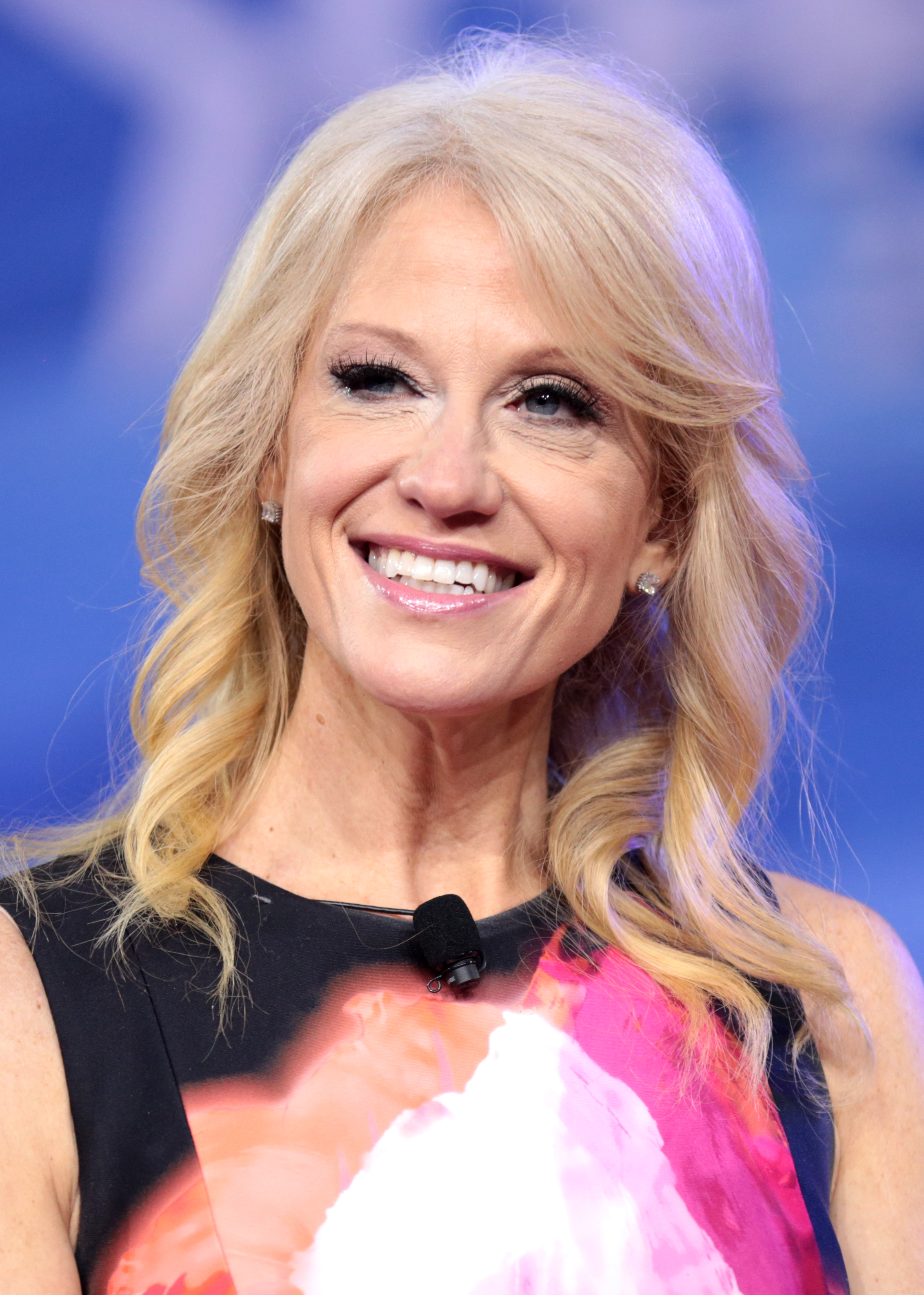
Kellyanne Conway, 2017.

Alternativa fakta (engelska: alternative facts) är ett icke fullt etablerat begrepp för att beskriva något som fakta trots att det står i strid med vad som framgår av tillgängliga källor. 
Frasen blev mycket uppmärksammad efter att den använts den 22 januari 2017 av president Donald Trumps rådgivare Kellyanne Conway under en intervju i programmet Meet the Press. Hon försvarade där Vita husets pressekreterare Sean Spicers falska påståenden om antalet närvarande vid Donald Trumps installation som USA:s president. När hon under intervjun pressades av Chuck Todd att förklara varför Spicer yttrade en påvisbar lögn svarade Conway: "Överdriv inte det hela, Chuck. Du säger att det är en lögn /.../ vår pressekreterare, Sean Spicer, gav alternativa fakta." Todd svarade med att säga: "Alternativa fakta är inte fakta. De är lögner." Conway bemötte med att det inte är någon exakt vetenskap att räkna folkskaror på över en miljon, och att uttalandet Spicer gjort inte kan bevisas som vare sig sant eller falskt.
I en senare intervju sa Conway att det hon tänkt säga var "alternativ information och ytterligare fakta" (engelska: alternative information and additional facts) men att hon av misstag sammanfogat orden.
Conways användning av frasen "alternativa fakta" för att beskriva något som allmänt betraktas som osanningar har hånats på sociala medier och skarpt kritiserats av Dan Rather, Jill Abramson och Public Relations Society of America. Frasen har i stor omfattning beskrivits som orwellsk, och den 26 januari 2017 hade försäljningen av romanen 1984 ökat med 9 500 procent, vilket lett till att den under en period blivit den bäst säljande boken på Amazon.com.

## Bakgrund
21 januari 2017 höll Vita husets dåvarande pressekreterare Sean Spicer sin första presskonferens. Han anklagade media för att medvetet underskatta antalet besökare under Donald Trumps installationsceremoni och hävdade att ceremonin hade tilldragit sig den "största publiken som någonsin bevittnat en installation – punkt – såväl närvarande som världen runt". Enligt alla tillgängliga data var Spicers påståenden falska. Bilder över området visade att antalet deltagare på Trumps installation var uppenbart färre än vid Barack Obamas installation 2009. Washington Metropolitan Area Transit Authority rapporterade 193 000 resande runt 11.00 dagen för Trumps installation, påtagligt färre än de 513 000 rapporterade vid 2009 års installation.
Spicer gav även felaktig information om användningen av en vit täckningsduk under invigningen. Han uppgav att denna täckning användes för första gången under Trumps installation och var orsaken till en visuell effekt som fick det att framstå som att färre deltagit än som i själva verket gjort det. Täckningen hade dock även använts när Obama installerades för sin andra period som president 2013. Spicer tillät inga frågor från media under presskonferensen. Trumps kampanjstrateg och rådgivare, Kellyanne Conway, försvarade Spicers uttalanden och sa till NBC:s Chuck Todd att pressekreteraren bara givit "alternativa fakta" och att antalet deltagare under Trumps installation inte kunde fastställas.
Under den efterföljande veckan diskuterade Conway "alternativa fakta" och substituerade frasen med "alternativ information" och "ofullständiga uppgifter".
Frasen "alternativa fakta" har uppmärksammats för sin likhet med en fras som användes i Trumps bok Trump: The Art of the Deal från 1987. I boken användes "sanningsenlig överdrift" och var beskriven som "en oskyldig form av överdrift — och ... en mycket effektiv form av marknadsföring". Boken hävdade att "folk vill tro att någon är den största och bästa och mest spektakulära". Bokens spökskrivare, Tony Schwartz, har sagt att han myntade frasen och att Trump "älskade den".

## Reaktioner
Spicers presskonferens och Conways efterföljande kommentarer skapade snabbt reaktioner på sociala medier. Journalisten Dan Rather skrev på sin facebooksida ett inlägg med kritik mot den tillträdande presidentens administration. Rather skrev:
| ” | Dessa är inte normala tider. Dessa är extraordinära tider. Och extraordinära tider kräver extraordinära åtgärder. När du har en talesman för USA:s president som avslutar en lögn i en Orwellisk fras "alternativa fakta"... När du har en pressekreterare som vid sitt första framträdande inför Vita husets reportrar hotar, mobbar, ljuger och sedan går ut ur mötesrummet utan mod att svara på en enda fråga... | „ |

Han avslutade:
| ” | Fakta och sanningen är inte partisk. De är grunden för vår demokrati. Och du är antingen med dem, med oss, med vår konstitution, vår historia, och vår nations framtid, eller så är du emot allt. Alla måste svara på den frågan. | „ |

The New York Times svarade med att faktagranska påståendena som gjordes under Spicers presskonferens. Denna granskning innehöll fotografi från Trumps installation som satts sida vid sida med ett fotografi från Obamas installation 2009 för att jämföra folksamlingarnas storlek på respektive installation.
Enligt The Guardian har Breitbart News tagit Conways användning av "alternativa fakta" i försvar genom att argumentera för att det var "en ofarlig och korrekt term i en rättslig miljö, där respektive sida i en konflikt lägger fram sin egen version av de faktiska omständigheterna som domstolen sedan bedömer." De noterade för egen del att "en sökning i flera juridiska ordböcker online inte gav några resultat för termen".
Journalisten och den tidigare chefredaktören för The New York Times, Jill Abramson, karaktäriserade Conways kommentar om alternativa fakta som "orwellskt nyspråk" och tillade "Alternativa fakta är bara lögner".
Merriam-Websters ordbokssida rapporterade att uppslag för ordet "fakta" fick en spik i söktrycket efter Conways användning av frasen "alternativa fakta".
Efter Conways Meet the Press-intervju och den virala responsen på sociala media där "alternativa fakta" jämfördes med "nyspråk", en term från George Orwells dystopiska roman 1984, ökade försäljningen av boken på Amazon.com med mer än 9 500 procent och blev bästsäljaren på sajten. Medier har förklarat att det förnyade intresset för romanen beror på Conways påstående och ordval. Bokförlaget Penguin beställde 75 000 nytryck av boken för att möta efterfrågan.
Den 24 januari 2017 uttalade Public Relations Society of Amerika att: "En uppmuntran och ett vidmakthållande av användningen av alternativa fakta av höga talesmän gör att alla kommunikatörer hamnar i dålig dager".

## Spicers korrigering
Den 23 januari 2017 korrigerade Spicer sina uttalanden rörande Washington Metropolitan Area Transit Authority resandenivåer med att han varit beroende av statistik som "givits till honom". Han vidhöll sitt allmänt ifrågasatta påstående om att installationen skulle ha varit den mest sedda. Han menade att hans påstående även inkluderade tittare på nätet och tv.